# Barbro Sandin
Barbro Ingegärd Sandin, född 5 november 1928 i Pålsboda, död 12 juli 2022 i Lerum, var en svensk psykoterapeut.
Sandin, som var dotter till fabrikör Thure Gustafson och Elsa Källdin, avlade realexamen 1947, studerade vid Tillskärarakademien 1948 och på vävskola i Örebro 1950. Hon uppnådde gymnasiekompetens 1970, avlade socionomexamen 1973 och blev filosofie doktor i Tromsø 1986. Hon var arbetsterapeut inom Ludvika stad 1964–1970 och verksam som psykospsykoterapeut från 1973. Hon var även handledare på forskningskliniken på Ulleråkers sjukhus och Trollängens behandlingshem för missbrukare samt utbildare för vårdlag i psykospsykoterapi.
Sandin gjorde som socionomstudent sin praktik på Säters sjukhus där hon kom i kontakt med Elgard Jonsson som var patient med diagnosen schizofreni. Kontakten mellan Sandin och Jonsson utvecklades med tiden till en psykoterapi för Jonsson som gjorde att han kunde flytta från Säter och utbilda sig till psykolog. Sandin skrev sin bok Den zebrarandiga pudelkärnan som är baserad på hennes erfarenheter av att arbeta som psykoterapeut på Säters sjukhus. Jonsson utgav sin bok Tokfursten 1986, vilken är baserad på hans upplevelser av att vara psykotisk och patient inom psykiatrin. 
Sandin hade tillsammans med personal från Säter 14 pågående patienter i psykoterapi 1974. Under slutet av 1970-talet växte motsättningarna på Säters sjukhus mellan den klassiska biologiska psykiatrin och Sandins psykoterapeutiska praktik. I slutet av 1980-talet startade hon därför tillsammans med personal från Säters sjukhus Walla vårdhem i Ludvika, ett privat behandlingshem för människor med psykotiska erfarenheter. Sandin blev den första kvinnan och den första svensken som fick ett evighetsmedlemskap i “The International Society for the Psychological Treatments of the Schizofrenias and Other Psychoses” Hon var sommarpratare i P1 den 6 augusti 1995.
I juni 1986 disputerade Barbro Sandin för filosofie doktorsgraden vid Tromsø universitet för sin bok ”Den zebrarandiga pudelkärnan” och ett sekretessbelagt appendix på 120 sidor där hon beskriver och analyserar ett möte med en patient. Sandins främsta influenser i sin praktik från ett psykologiskt och psykoterapeutiskt håll är Erich Fromm, Donald Winnicott, Jean Piaget och R.D. Laing, samt Martin Buber från ett filosofiskt, mellanmänskligt håll.